# Leucochrysa (Nodita) diversa
Leucochrysa (Nodita) diversa is een insect uit de familie van de gaasvliegen (Chrysopidae), die tot de orde netvleugeligen (Neuroptera) behoort. 
Leucochrysa (Nodita) diversa is voor het eerst wetenschappelijk beschreven door Walker in 1853.